# Vladimir Mensjov
Vladimir Mensоov (Владимир Меньшов), född 17 september 1939 i Baku i dåvarande Azerbajdzjanska SSR, död 5 juli 2021 i Moskva, Ryssland, var en rysk filmregissör och skådespelare verksam i Sovjetunionen och Ryssland. Mensjov är som regissör internationellt främst känd för filmen Moskva tror inte på tårar från 1980, vilken tilldelades en Oscar för bästa utländska film. Vid tiden tilläts han dock inte resa till Oscarsgalan och fick själv reda på att han vunnit via rysk TV. Han var gift med skådespelaren Vera Alentova som också medverkat i hans filmer.